# Ständerbohrmaschine

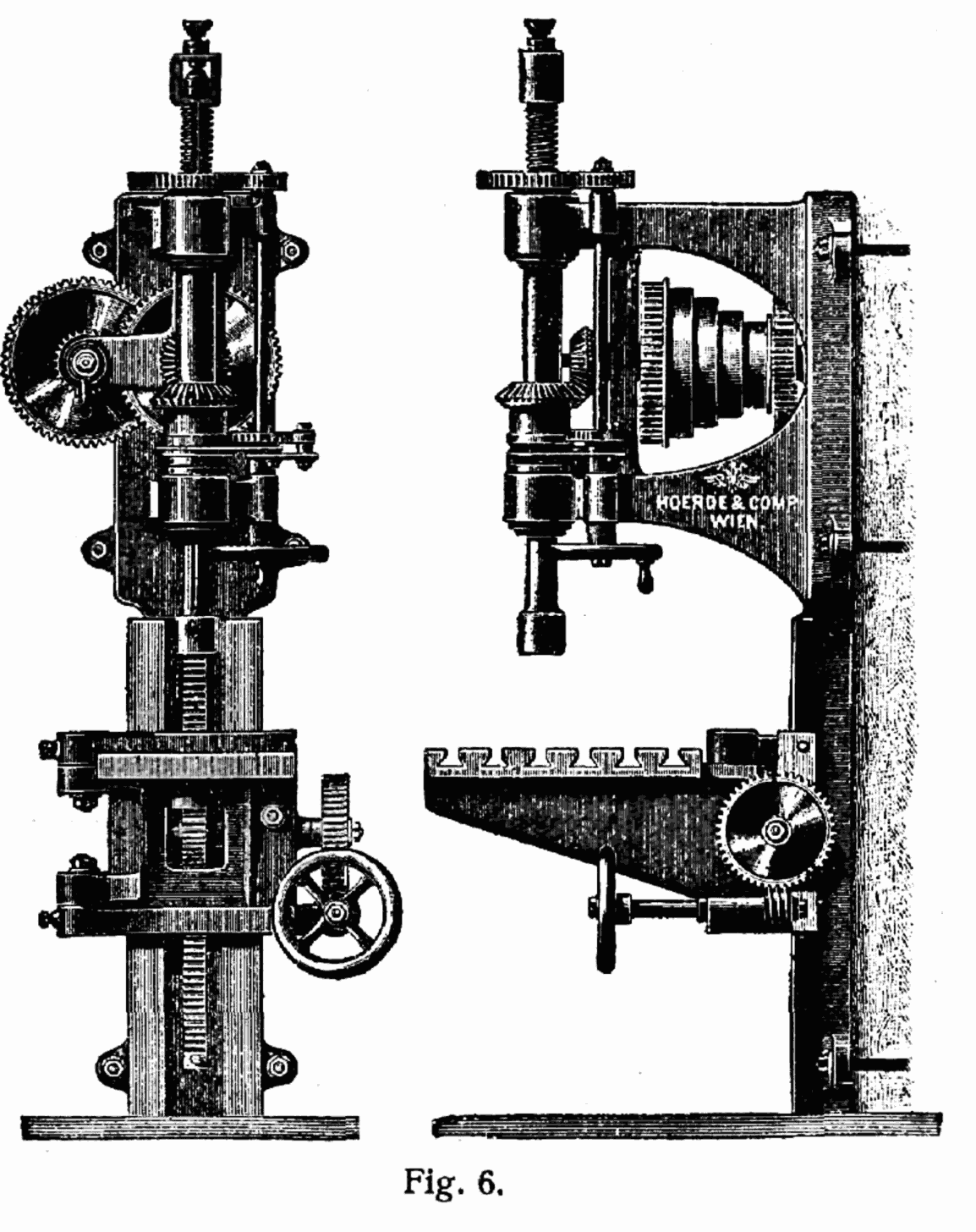
Wandmontierte, historische Ausführung

Eine Ständerbohrmaschine ist eine fest installierte Bohrmaschine. Sie besteht aus dem Fuß, dem Ständer, einem verfahrbaren Bohrtisch und der Bohrspindel, deren Drehzahl manchmal stufenlos einstellbar ist oder über ein Getriebe eingestellt wird. Die Aufnahme der Werkzeuge, in dem Falle Bohrer oder Bohrfutter, erfolgt über einen Morsekegel. Im Gegensatz zur Säulenbohrmaschine ist der Bohrtisch nicht schwenkbar aber ebenfalls höhenverstellbar. Bei der Ständerbohrmaschine wird die Vorschubbewegung über die Verfahrbewegung des Tisches oder der Bohrspindel erzeugt, bei der Säulenbohrmaschine dagegen ausschließlich durch das Absenken der Bohrspindel.

## Aufbau
Der schwere Fuß sorgt für einen sicheren Stand und kann auch Kühlschmierstoff bevorraten, außerdem kann die Maschine hier fest am Boden verankert werden. Der Ständer dient dem Bohrtisch, der in der Höhe verstell- sowie klemmbar ist, als Führung. Die Höhe wird meist über eine, unter dem Tisch angebrachte, Gewindespindel eingestellt. Durch die Kombination von Linearführung und Gewindespindel lassen sich, im Gegensatz zur Säulenbohrmaschine, auch schwere Bauteile bearbeiten. Im oberen Teil befinden sich Motor, Getriebe und Bohrspindel, an der das Werkzeug adaptiert ist. Die Drehzahl kann sowohl über ein Riemengetriebe als auch über einen stufenlosen Antrieb, welcher entweder über ein CVT-Getriebe oder einen geregelten Motor realisiert ist, eingestellt werden.

## Eigenschaften
Je nach Ausführung des Antriebes und dessen Leistung sowie der Auslegung des Vorschubgetriebes kann ein unterschiedlicher Bereich von Drehzahlen abgedeckt werden. Das hat zur Folge, dass nur ein in gewissen Grenzen eingeschränkter Bereich an Bohrungsdurchmesser mit dieser Maschine verarbeitet werden kann. So existieren Maschinen dieses Typs, die nur von wenigen x10-Umdrehungen bis etwa 500/min ihren Einsatzbereich haben und somit eher für Bohrungen im Bereich 30 bis 120 mm Bohrdurchmesser ausgelegt sind. Des Weiteren gibt es Sonderformen, die über Nockenendschalter eine Drehrichtungsumkehr ermöglichen. Damit ist in Verbindung mit einem Ausgleichsfutter auch Gewindeschneiden möglich. Besonders bei älteren Modellen sind die Drehzahl- und Vorschubswerte auf den Einsatz von HSS-Werkzeugen abgestimmt.
Bei kleineren Modellen kann der Arbeitstisch über eine Schraubklemmung nicht nur in der Höhe verstellt, sondern auch seitlich geschwenkt werden. Dies erfolgt im Allgemeinen ausschließlich mit Muskelkraft durch Lösen der Verriegelung, Anheben oder Senken sowie dem Wiederfestklemmen des Tisches. Hingegen wird bei größeren Modellen der Arbeitstisch über eine Schraubklemmung gesichert, aber über einen Zahnstangenantrieb die Höhenverstellung ermöglicht.
Bei fast allen Ständerbohrmaschinen sind im Arbeitstisch T-Nuten eingearbeitet, mit denen Bohrvorrichtungen, Maschinenschraubstöcke oder durch Spanneisen das Werkstück auf dem Tisch befestigt werden kann.